# Sempervivum
Sempervivum là một chi thực vật có hoa trong họ Crassulaceae.